# معمی هلاکو
معمی هلاکو (زادهٔ ۱۳۳۳ در هلاکو) نمایندهٔ حوزهٔ انتخابیهٔ گنبدکاووس در دورهٔ پنجم مجلس شورای اسلامی بوده‌است. وی پیش‌تر در دورهٔ چهارم نیز عضو این مجلس بود.